# Polus frontalis
De polus frontalis of voorhoofdspool is het vrije uiteinde van de frontale kwab van de grote hersenen.

## Schorsvelden
In de hersenkaart van Brodmann bedekt de area frontopolaris (area 10) de polus frontalis.